# Socialpolitiska föreningen
Socialpolitiska föreningen (finska: Sosiaalipoliittinen yhdistys) är en finländsk vetenskaplig förening. 
Socialpolitiska föreningen, som har sitt säte i Helsingfors, grundades 1909 och har till uppgift att främja socialpolitisk forskning samt planering och praktiskt förverkligande av socialpolitiska målsättningar. Organisationen arrangerar seminarier och föreläsningar samt ger utlåtanden och tar ställning i frågor som berör socialpolitisk forskning, undervisning och olika socialpolitiska åtgärder. Föreningen publicerar socialpolitisk facklitteratur, bland annat  den vetenskapliga tidskriften Janis som utkommer fyra gånger om året. Föreningen är ansluten till Vetenskapliga samfundens delegation.